# Жемайтайтис, Пятрас Миколович
Пятрас Миколович Жемайтайтис — советский литовский хозяйственный деятель, Герой Социалистического Труда.

## Биография
Родился в 1907году в Пагерневесе. Член КПСС с 1946 года.
Участник подпольного комсомольского и коммунистического движения в буржуазной Литве, строитель.
Участник Великой Отечественной войны, партизан отряда «Юрос»
Окончил Республиканскую партийную школу.
В 1944—1945, а также в 1946—1957 — секретарь, председатель волостного исполкома в Вилкавишском уезде, председатель сельсовета Вилкавишкского района.
В 1957—1973 — председатель колхоза «И коммунизма» Вилкавишкского района Литовской ССР.
Указом Президиума Верховного Совета СССР от 1 октября 1965 года присвоено звание Героя Социалистического Труда с вручением ордена Ленина и золотой медали «Серп и Молот».
Депутат Верховного Совета Литовской ССР 7-го созыва.
Умер после 1988 года в Литве.

## Награды и звания
- Герой Социалистического Труда (01.10.1965)
- Орден Ленина (01.10.1965)
- Орден Октябрьской Революции (08.04.1971)
- Орден Отечественной войны II степени (01.08.1986)